# 近藤組
近藤組は、岐阜県に本部を置いていた暴力団で、指定暴力団山口組の二次団体。2016年3月に除籍、解散した。

## 歴代組長
- 初代：近藤慶文（五代目山口組若中）[2]
- 二代目：掛野一彦（六代目山口組若中）[1]